# Spoorlijn Rødkærsbro - Silkeborg
De spoorlijn Rødkærsbro - Silkeborg was een lokale spoorlijn tussen Rødkærsbro en Silkeborg van het schiereiland Jutland in Denemarken.

## Geschiedenis
Het gedeelte Rødkjærsbro - Kjellerup werd op 23 juli 1912 geopend door de Rødkjærsbro-Kjellerup Banen (RKB). Op 1 augustus 1924 werd het gedeelte van Kjellerup naar Silkeborg geopend en veranderde de RKB de naam in Silkeborg-Kjellerup-Rødkærsbro Jernbane (SKRJ). In Silkeborg vertrokken de treinen aan de straatkant van het station aan de Drewsensvej. Door de toename van het wegverkeer na de Tweede Wereldoorlog was de lijn niet meer rendabel te exploiteren en werd gesloten in 1968.

## Huidige toestand
Thans is de volledige lijn opgebroken.